# 气旋古努
气旋古努（英語：Cyclone Gonu，印度气象局编号： 01，联合台风警报中心编号：02）又名超级气旋风暴古努（Super Cyclonic Storm Gonu），是阿拉伯海有纪录以来最强烈的热带气旋，而該記錄在2019年時被超級氣旋風暴基亞爾所打破。作为2007年北印度洋气旋季第2场获得命名的风暴，古努源于这年6月1日阿拉伯海东部持续存在的对流区。据印度气象局估算，系统因上层大气环境有利且水温较高而快速增强，于6月3日达到风力时速240公里的最高强度。接下来风暴因行经洋面空气干燥且水温降低而逐渐减弱，于6月6日清晨从阿曼最东端登陆，刷新吹袭阿拉伯半岛热带气旋的强度纪录。风暴转向北上进入阿曼湾，从伊朗南部登陆，成为1898年后首场登陆该国的热带气旋，最终于6月7日消散。
阿拉伯海极少出现像古努这样强烈的热带气旋，该海域的绝大多数风暴通常规模都很小，并且很快就会消散。气旋在阿曼夺走50条人命，还造成价值42亿美元（2007年美元，相当于2025年的63.7億美元）的巨额损失，成为该国历史上最惨烈的自然灾害。古努还在阿拉伯海东部海岸线附近产生大量降水，最高降雨量达610毫米，引发严重洪灾并造成重大破坏。伊朗也有28人丧生，损失数额约为2.16亿美元（2007年美元，相当于2025年的3.28億美元）。

## 气象历史
2007年5月末，季风槽在阿拉伯海东部催生出低气压区。到5月31日时，印度孟买以南约645公里海域已形成组织结构良好的热带扰动，还带有气旋式对流（即雷暴活动）和层次分明的中层环流。这股扰动天气起初缺乏明显的下层环流，而是在地面低压槽西部边缘附近拥有强烈的辐散。由于上层大气环境有利，对流得以改善，到6月1日晚，系统已有足够发展，印度气象局因此将其归类为低气压。低气压在印度南部上空沿中层高压脊的西南边缘向西移动，其对流继续组织，联合台风警报中心于6月2日清晨将位于孟买西南方向约685公里洋面的系统归类为第02号热带气旋。
低气压刚形成时，其西北方向受到干燥空气的侵蚀，气象机构预计这会令其增强程度受限。气旋稳步强化，印度气象局于6月2日将其升级成深低气压，再于当天晚上将位于印度孟买西南方向约760公里海域的系统归类为气旋风暴并以“古努”（Gona）命名。由于巴基斯坦上空有中纬度低压槽发展形成，气旋转朝北面及东北方向前进，但在北面有高压脊逐渐形成后又回转向西移动。风暴内拥有密实的强烈对流区，并且快速增强，于6月3日清晨达到强烈气旋标准；联合台风警报中心也认为，气旋拥有良好外流，强度已达到飓风的最低标准。干燥空气最终对古努增强过程产生的影响小于之前预期，对流中心发展出层次分明的风眼，气旋在行经水温升高的局部洋面后快速强化。

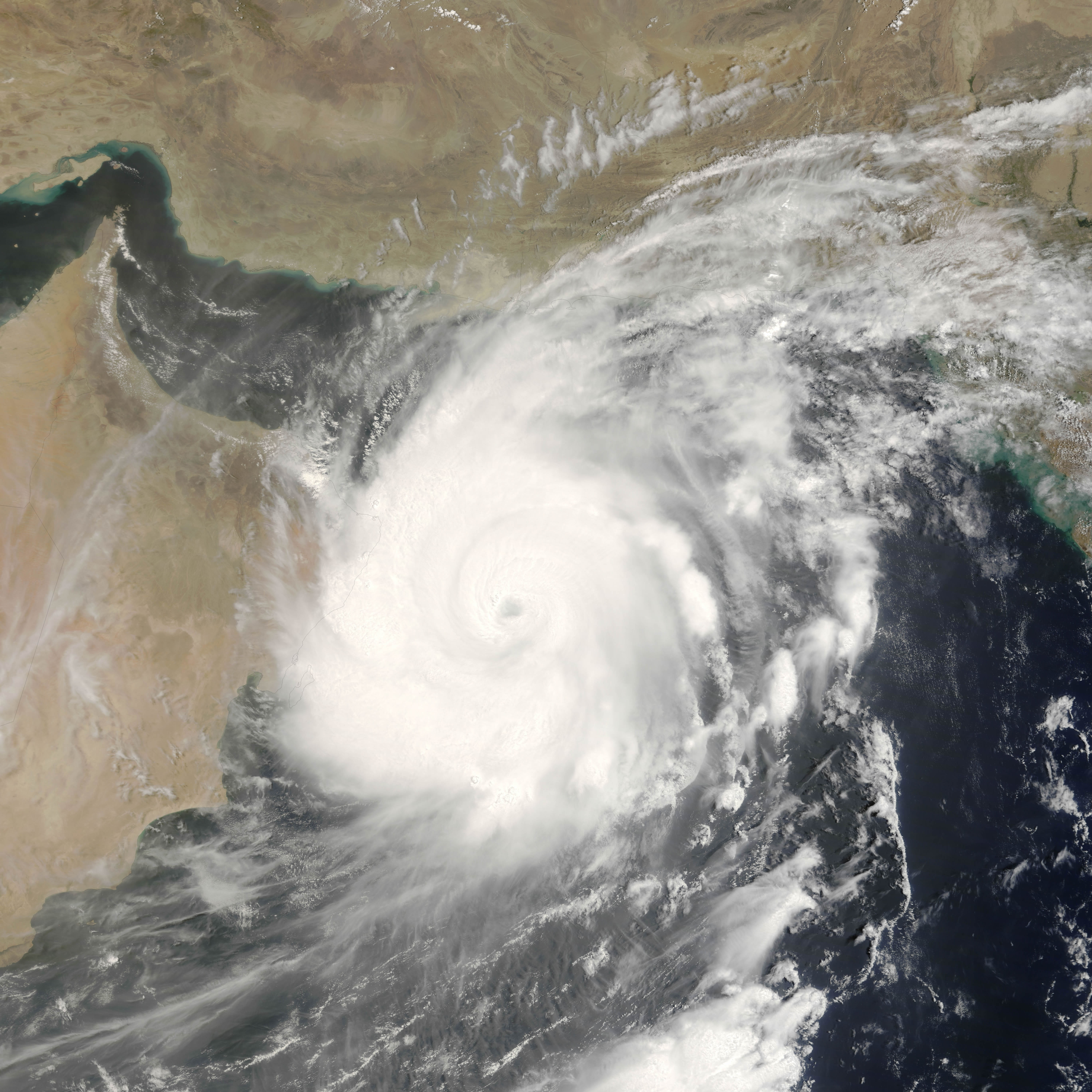
位于阿曼近海的热带气旋古努

6月3日晚，印度气象局将风暴升级成特强气旋风暴古努。受水温较高、垂直风切变很少，以及上层大气外流环境良好的三重利好因素影响，古努进一步增强，在阿曼近海马西拉岛的东南偏东方向约285公里洋面达到1分钟持续风速每小时270公里的最高强度，并且这时其阵风时速已达315公里。6月4日晚，印度气象局把系统升级成超级气旋风暴，其3分钟持续风速达每小时240公里，估计气压值920毫巴（百帕）。古努至此成为有纪录以来阿拉伯海形成的第一场超级气旋风暴。
风暴在最高强度下保持了约6小时，印度气象局于6月4日晚将古努降级成特强气旋风暴。气旋的风眼内开始有云层遮盖并变得模糊，并因逼近阿拉伯半岛期间行经海域水温渐低、空气变得干燥而逐渐减弱。古努同阿曼陆地相互影响，其深层对流的内层核心迅速消亡，风力时速经过24小时后已下降95公里。据印度气象局记载，气旋于6月6日清晨从阿曼最东端经过，并且这时仍有特强气旋风暴强度。古努的风速还在逐渐减缓，但整体结构却在登陆数小时前略有改善，风眼虽然模糊，但下层结构依然层次分明。
进入阿曼湾后，古努呈现出短暂的增强趋势，这一趋势有可能是因水温较高引起。但由于风切变增多，还有来自阿拉伯半岛的干燥空气侵入，风暴东部半圆内的深层对流被不断剥离。6月6日当天，古努转向西北偏北，联合台风警报中心于当晚将气旋降级成热带风暴，印度气象局则在次日清晨跟进，先把古努降级成强烈气旋风暴，之后又再度归类为气旋风暴。6小时后，古努已经穿越伊朗莫克兰海岸，印度气象局随即停止针对这场风暴发布公告。古努也至此成为1898年后首场吹袭伊朗的热带气旋。登陆后，气旋的残留低气压在伊朗上空持续到6月8日。

## 防灾措施
阿曼全国民防委员会主席马利克·宾·苏莱曼·阿尔曼玛里（Malek Bin Sulaiman Al Ma'amari）将军表示，该国已制订应急预案，其中包括在风暴过去后动用军队和警方人员。媒体报道预计气旋会造成重大破坏，并以东北部地区灾情严重，降雨量可能在150毫米以上并伴有狂风。政府官员建议可能受风暴影响地区的居民撤离，马西拉岛有约7000人因狂风和巨浪的威胁被迫疏散。该国宣布进入紧急状态，一共有2万余人躲进应急避难所。阿曼国家气象局发出警报，称气旋的破坏力很可能会比1977年袭击马西拉岛的毁灭性气旋更强。该国东北部的费赫勒港原油码头因风暴威胁关闭超过3天之久。阿曼官方将多个政府机构关闭2天，并宣布全国休假5天，沿海地区的大部分商户和企业都在政府宣布休假前关闭。受气旋影响，马斯喀特国际机场当局从协调世界时6月5日晚20点起取消所有航班。

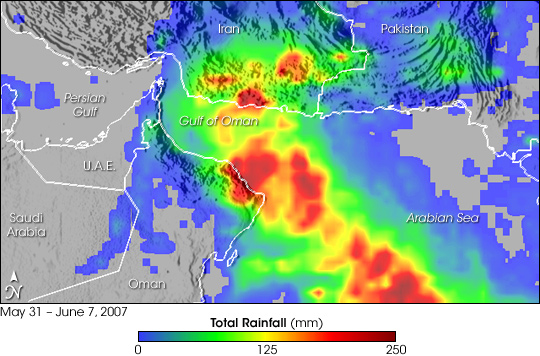
2007年5月31日至6月7日间阿曼湾及其周边区域的降水分布，红色表示相应区域的降雨量超过200毫米。

石油输出国组织成员沙特阿拉伯和阿拉伯联合酋长国都没有针对古努发布官方警报，预计风暴也不会对这两个国家的原油供应构成不利影响。但由于担心气旋对炼油设施构成破坏，再加上非洲最大产油国尼日利亚面临全国性罢工的威胁，油价还是在6月5日早上开始上涨。从纽约商品期货交易所星期一的收盘数据来看，7月交货的原油价格每桶上涨1.13美元，涨幅1.7%，达到66.21美元，是15天来最高的收盘价格。油价还一度攀升到66.48美元，是4月30日后的盘中最高价位。油价接下来呈小幅回落，周二上午9点43分，新加坡的盘后电子交易成交价格为每桶65.95美元，比前日收盘价低26美分。不过，石油价格信息服务公司首席石油分析师汤姆·克罗扎（Tom Kloza）表示，他觉得此次油价上升未必是古努造成。在他看来，这场风暴并非涨价的真正原因，而不过是一种借口。
巴基斯坦官员建议渔夫不要前往距离海岸线超过50公里海域，预计开放海域会有大浪。美国海军还向阿拉伯海的船员发出警报，建议他们尽可能避开这场风暴。
伊朗气象局向该国东南沿海发布风暴警告，预计相应地区会有中到重度降水并伴随强烈阵风。伊朗沿海地区有约4万人在气旋抵达前向内陆后撤至少1公里，其中包括恰赫巴哈尔国际大学的约4000名学子。进出科纳拉克机场的所有航班停飞48小时，锡斯坦－俾路支斯坦省的所有医院均进入红色警戒状态。国际红十字会伊朗分会提前运送必要的救灾物资。

## 影响

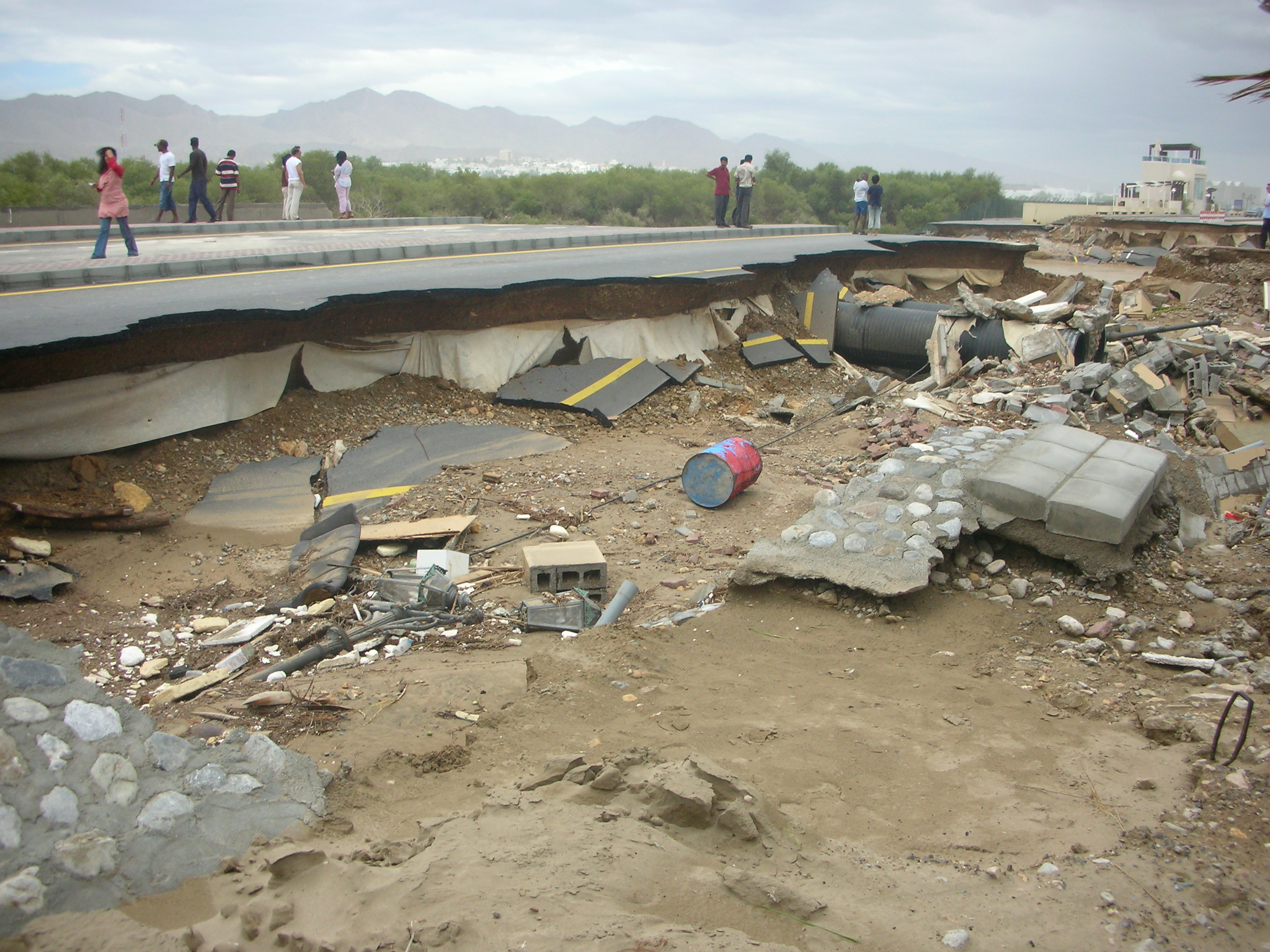
马斯喀特受到破坏的道路

气旋古努沿途造成大量人员伤亡和严重破坏。早在从阿曼东海岸线附近掠过之前7小时，风暴就开始在该国产生狂风暴雨，沿海地区降雨量高达610毫米。气旋令阿曼大部分海岸线受到大浪冲击，许多沿海道路被淹。腊斯哈德的风暴潮高达5.1米，海水侵入内陆约200米远，其它沿海地区也有类似情况。

### 阿曼
阿曼东部各地的供电和电话线路因狂风中断，数千人同外界失去联系，直至数小时后线路恢复。风暴在该国海岸沿线引起大范围破坏，受灾地区包括阿曼陆地最东端的苏尔和腊斯哈德。首都马斯喀特的风速达到每小时100公里，导致该市停电。强烈的海浪和暴雨将多条街道和部分建筑物淹没，该市警务人员通过发送手机短信提醒居民远离被淹的街道，防止触电。据报道，该国油田所受破坏程度很轻。年产约1000万吨液化天然气的苏尔受气旋重创，无法继续开采。整场风暴一共在阿曼夺走50条人命，气旋过去4天后，该国尚有27人失踪。全国约有2万人受灾，经济损失估计达42亿美元（2007年美元）。

### 阿拉伯联合酋长国
古努产生的猛烈海浪将大量海水推向阿拉伯联合酋长国富吉拉的沿海地区，多条道路被迫封闭，车流只能改道。民防机构和警务部门值班监控封闭的道路，市政工人则将积水抽离路面。连接卡尔巴和富吉拉的道路也因水淹封闭。据报道，海岸沿线出现高达10米的狂浪，十余艘渔船因此被毁，另有约300艘船被水带走，或是其中的物品被水冲走，富吉拉港总体受创严重。港口内还有一艘船沉没，船上10人失踪。

### 伊朗和巴基斯坦
吹袭伊朗期间，气旋降下中到暴雨，恰赫巴哈尔的降雨量为74毫米，风速达到每小时111公里，引起停电，并导致部分土坯民宅受损，停电还在城内多地引发火灾。降雨致使至少40幢房屋被淹，还令多条主要道路临时封闭。风暴在部分地区产生2米高的风暴潮，许多建在沿海地区的民房因此受损。贾斯克的1条河流因暴雨泛滥，1辆汽车被洪水所困，车上3人丧生。降水引起的洪灾还摧毁了锡斯坦－俾路支斯坦省的一座水坝。古努在伊朗共导致28人遇难，其中单淹死的就有20人，该国所受破坏估计价值为2兆伊朗里亚尔（2007年伊朗里亚尔，相当于同年的2.16亿美元）。风暴在巴基斯坦卡拉奇到瓜达尔之间的阿拉伯海沿岸产生强烈阵风和瓢泼大雨。有报道称，气旋导致瓜达尔东岸近海多艘船只沉没。人们还担心前往开放海域的渔船被困。俾路支省有至少3套房屋和1所学校被毁，210艘泊好的渔船严重受损。

## 善后和纪录

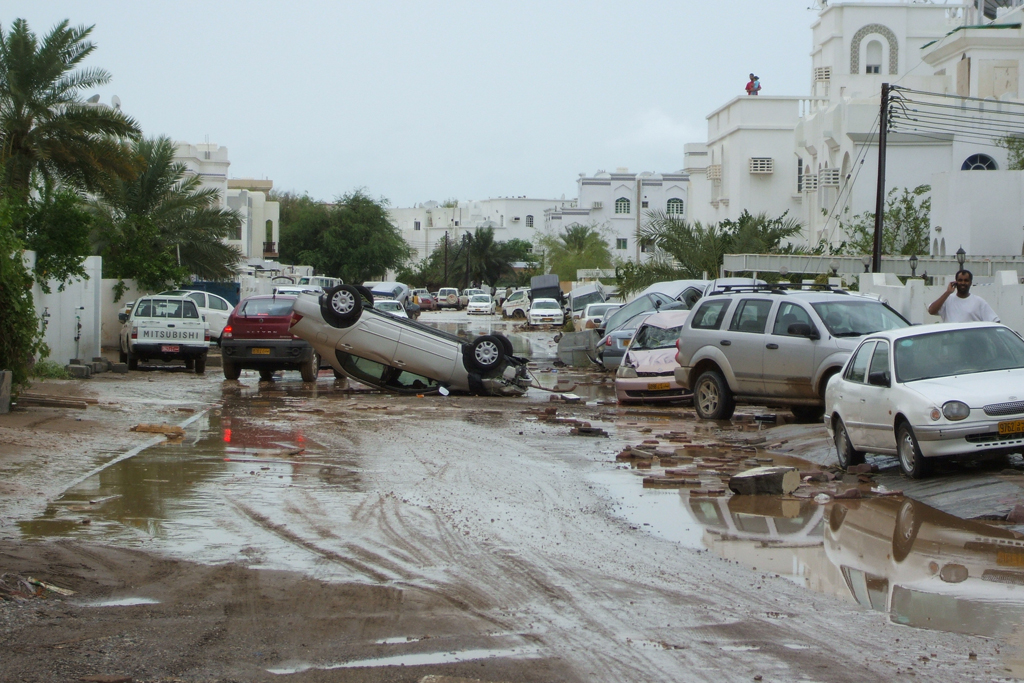
马斯喀特被洪水淹没的街道和翻转的车辆

马斯喀特国际机场在古努过去3天后重新开放，富吉拉则在关闭1天后于6月7日重新开放。气旋沿途没有对石油设施构成显著影响，虽然油价起初上涨，但之后每桶单价下跌了超过2美元。风暴在北阿拉伯海经过，产生狂风和强烈的上升流，这种海洋学现象令深海中营养素更加丰富的海水上升，取代原本营养素已基本耗尽的海水，促使该海域的浮游植物出现显著增长。此外，古努还令印度洋西南季风抵达印度西高止山脉的时间延迟。
风暴导致阿曼的两家海水淡化厂无法正常运作，淡水生产被迫中断。其中一家是因天然气断供导致生产无法继续进行，另一家则是因洪水致使开关设备受损。马斯喀特的63.1万居民及周边地区都需要这两家工厂提供淡水，阿曼东部普遍因此陷入严重缺水境地，官员尝试使用水箱改善局面。5天后，两家工厂恢复运作，供水也基本恢复正常。此外，阿曼各地的停电均由电工迅速恢复。气旋过去5天后，马斯喀特及沿海省份的公共设施已恢复正常，阿曼陆军协助居民返回家园。虽然阿曼政府没有请求国际社会援助，但美国还是通过附近的海军舰船伸出援手，但最终遭拒。该国在石油出口方面的损失估计有2亿美元。古努过后的几个月里，政府拨款清理瓦砾和断裂的树枝树干，同时恢复通往旅游景点的道路通行。此外，阿曼全国民防委员会建起139座临时住宅，安置居民8192人。包括水电在内的各项服务逐渐恢复，居民返回家园。风暴过去两天后，仍然留在避难所的大部分灾民都是来自受灾最严重的地区，其中又以古赖亚特最多。
气旋过后，红十字会伊朗分会及其志愿者一起同军方合作，用卡车和直升机向各村庄运送救援物资。其中锡斯坦－俾路支斯坦省分会向灾民分发了上万张毛毯、1300顶帐篷、400件衣物、8万2000个面包和8万7000支瓶装水。共计有6万1558户家庭获得伊朗红十字会援助。伊朗政府向灾民提供经济救助，官员参与灾区道路、桥梁和供电系统的修复工作，但部分地点的修理难度较大。风暴过去1周时，仍有多个村庄被洪水包围。
气旋古努创下多项强度纪录。6月3日成为特强气旋风暴时，古努就创下阿拉伯海最强热带气旋的新纪录。之后，风暴风速超过3分钟持续风速每小时220公里的特强气旋风暴强度上限，又成为有纪录以来阿拉伯海首场超级气旋风暴。联合台风警报中心估计古努的最高风力时速为270公里，根据这一数据，风暴同1991年孟加拉气旋并列成为整个北印度洋的最强热带气旋，即便考虑在其它海域形成后进入该海域的风暴，这一纪录依然保持。6月6日，古努以风速每小时150公里强度从阿曼最东端登陆，刷新吹袭阿拉伯半岛热带气旋的最高强度纪录。这场风暴还以致死50人、经济损失总额42亿美元，创下阿曼历史上最惨重自然灾害的新纪录。此外，古努还是有纪录以来第2场吹袭伊朗的气旋风暴，距1898年6月4日的第1场已超过99年。